# Муртазина, Алсу Ильхамовна
Алсу́ Ильха́мовна Мурта́зина (род. 12 декабря 1987, Казань) — российская легкоатлетка, специалистка по тройному прыжку. Выступала за сборную России по лёгкой атлетике в 2009—2014 годах, чемпионка и призёрка первенств национального значения, участница ряда крупных международных турниров. Представляла Татарстан. Мастер спорта России международного класса.

## Биография
Алсу Муртазина родилась 20 декабря 1987 года в Казани.
Начала заниматься лёгкой атлетикой в местной секции у тренера Гульнур Галинуровны Галяветдиновой, с 2005 года проходила подготовку вместе с республиканской сборной под руководством заслуженного мастера спорта Дениса Викторовича Капустина. Выступала за спортивный клуб «Нефтехимик» из Нижнекамска.
Впервые заявила о себе в тройном прыжке на международном уровне в сезоне 2009 года, когда вошла в состав российской национальной сборной и выступила на молодёжном европейском первенстве в Каунасе, где с результатом 13,70 метра стала в финале шестой.
В 2010 году на чемпионате России в Саранске стала серебряной призёркой, уступив только Надежде Алёхиной из Владимирской области. Принимала участие в чемпионате Европы в Барселоне — показала результат 13,65 метра, расположившись в итоговом протоколе соревнований на двенадцатой строке.
В 2011 году взяла бронзу на зимнем чемпионате России в Москве, тогда как на летнем чемпионате России в Чебоксарах с личным рекордом 14,55 метра превзошла всех своих соперниц в тройном прыжке и завоевала золотую медаль. Была предварительно заявлена на чемпионат мира в Тэгу, однако в конечном счёте на старт здесь не вышла.
Будучи студенткой, в 2013 году представляла страну на домашней Универсиаде в Казани — с результатом 13,91 метра стала здесь пятой.
В 2014 году выиграла серебряную медаль на зимнем чемпионате России в Москве, уступив только Веронике Мосиной из Санкт-Петербурга, стала серебряной призёркой на летнем чемпионате России в Казани — позади Екатерины Коневой из Хабаровского края. Находясь в числе лидеров российской национальной сборной, благополучно прошла отбор на чемпионат Европы в Цюрихе — прыгнула здесь на 13,76 метра, закрыв в финале десятку сильнейших.
Оставалась действующей спортсменкой вплоть до 2016 года, однако в последнее время уже на попадала в основной состав сборной.
За выдающиеся спортивные результаты удостоена почётного звания «Мастер спорта России международного класса».
Окончила Казанский университет (2011), где училась на факультете татарской филологии и истории. Впоследствии работала в университете преподавателем на кафедре физического воспитания и спорта.